# Jyllands Park Zoo
Jyllands Park Zoo is een dierentuin en attractiepark in de Deense stad Videbæk. De dierentuin heeft ongeveer 500 dieren en enkele attracties zoals een draaimolen en een achtbaan. Het park is vooral gericht op kinderen.

## Dieren
Dit overzicht is mogelijk incompleet; u kunt helpen door het uit te breiden.
In de dierentuin leven ongeveer 500 dieren. Hieronder een overzicht van de enkele diersoorten die er leven in het park.

### Reptielen
- Cuviers gladvoorhoofdkaaiman

### Vogels
- Blauwgele ara
- Humboldtpinguïn
- Ooievaar
- Sneeuwuil
- Struisvogel

### Zoogdieren
- Doodshoofdaapjes
- Gevlekte hyena
- Giraffe
- Jak
- Leeuw
- Luipaard
- Mantelbaviaan
- Oorrobben
- Serval
- Witte neushoorn